# Fabio Luisi
Fabio Luisi (Genova, 17 gennaio 1959) è un direttore d'orchestra italiano.

## Biografia
Ha studiato pianoforte prima con Lily Chiesa e poi con Memi Schiavina diplomandosi come privatista al Conservatorio Niccolò Paganini di Genova. Dopo il diploma in pianoforte ha seguito corsi di perfezionamento con Aldo Ciccolini, Antonio Bacchelli e Adam Harasiewicz.
Il suo interesse per la direzione d'orchestra si è sviluppato mentre svolgeva l'attività di pianista accompagnatore per Leyla Gencer e Luciana Serra, portandolo a studiare direzione d'orchestra alla Scuola Superiore di Musica (oggi Università) di Graz con Milan Horvat. In seguito ha collaborato con il Teatro dell'Opera di Graz come maestro accompagnatore (Korrepetitor) e direttore. Il suo debutto in Italia nella veste di direttore è avvenuto nel 1984. Dal 1990 al 1995 è stato direttore principale della Orchestra Filarmonica di Graz. Dal 1995 al 2000 è stato direttore artistico e direttore principale della Tonkünstler-Orchester di Vienna. Nel 1996, assieme a Marcello Viotti e Manfred Honeck, è stato uno dei tre direttori principali della MDR Sinfonieorchester di Lipsia fino al 1999. Dal 1999 al 2007 ne è stato unico direttore principale. Dal 1997 al 2002 è stato direttore musicale dell'Orchestre de la Suisse Romande e dal 2005 al 2013 direttore principale dei Wiener Symphoniker.
Nel gennaio 2004, Luisi è stato designato quale direttore musicale della Staatskapelle Dresden e della Semperoper di Dresda, a far data dal settembre 2007, ruolo che ha ricoperto fino al 2010.
Luisi è direttore musicale del Festival della Valle d'Itria a Martina Franca.
Luisi ha fatto il suo debutto al Metropolitan Opera House nel marzo 2005, dirigendo Don Carlos di Giuseppe Verdi.  È stato nominato direttore principale del medesimo teatro newyorchese nel settembre 2011 rimanendovi fino al 2017; prima di lui soltanto Arturo Toscanini ebbe questo incarico.
Dal 2016 è direttore principale della Danish National Symphony Orchestra di Copenaghen (attuale contratto fino al 2029) e dal 2012 General Music Director dell'Opera di Zurigo, ruolo ricoperto fino al luglio del 2021.
Dal mese di maggio del 2018 è stato designato, per cinque anni, come Direttore musicale del Maggio Musicale Fiorentino, essendo già dal 1º gennaio 2016 consulente artistico del Sovrintendente dell'Opera di Firenze. In quest'ultima veste è stato impegnato nel lavoro di programmazione artistica delle stagioni. Il 17 luglio 2019 Luisi si dimette da Direttore Musicale del Teatro del Maggio Musicale Fiorentino per divergenze relative alla scelta della presidenza della Fondazione del Maggio Musicale Fiorentino da parte del sindaco di Firenze Dario Nardella.
Nel 2018 la Dallas Symphony Orchestra lo designa quale nuovo direttore principale con incarico effettivo a partire dal 2020. Nel 2021 il suo incarico viene esteso fino al 2029.
Luisi ha diretto diverse registrazioni discografiche di opere liriche di Giuseppe Verdi come  Aroldo, Jérusalem e Alzira e di Gioachino Rossini come Guglielmo Tell.

## Discografia parziale
- Bellini, Capuleti e i Montecchi (Live, Vienna 2008) - Luisi/Netrebko/Garanca/Calleja - Deutsche Grammophon
- Bruckner, Symphony No. 9 - Fabio Luisi & Staatskapelle Dresden, 2007 SONY BMG
- Gounod, Roméo et Juliette - Luisi/Bocelli/Alberola/Orch. del Teatro Carlo Felice di Genova, 2012 Decca
- R. Strauss, Don Juan & Aus Italien - Fabio Luisi & Staatskapelle Dresden, 2004 Sony
- Verdi, Alzira - Chœur du Grand Théâtre de Genève/Fabio Luisi/L'Orchestre de la Suisse Romande/Marina Mescheriakova/Paolo Gavanelli/Ramón Vargas, 2001 Philips
- Verdi, Jérusalem - Chœur du Grand Théâtre de Genève/Fabio Luisi/L'Orchestre de la Suisse Romande/Marcello Giordani/Marina Mescheriakova/Roberto Scandiuzzi, 2000 Philips/Decca
- Garanca, Aria Cantilena - Elīna Garanča/Fabio Luisi/Staatskapelle Dresden, 2006 Deutsche Grammophon

## DVD & BLU-RAY parziale
- Wagner, Anello del Nibelungo + Documentario 'Wagner's Dream' sulla produzione - Levine/Luisi/Kaufmann/ Terfel/Voigt/MET - regia Robert Lepage 2012 Deutsche Grammophon
- Wagner, Wagner's Dream. Documentario sulla produzione dell'Anello del Nibelungo al Metropolitan - Terfel/Lepage/Levine/Luisi/Gelb - regia Robert Lepage 2012 Deutsche Grammophon

## Riconoscimenti
- Grifo d'Oro (2014)[11]